# Carne

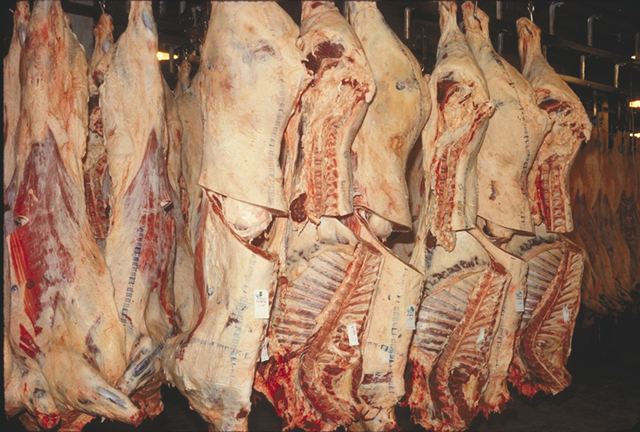
Bucăți de carne aduse la inspecție

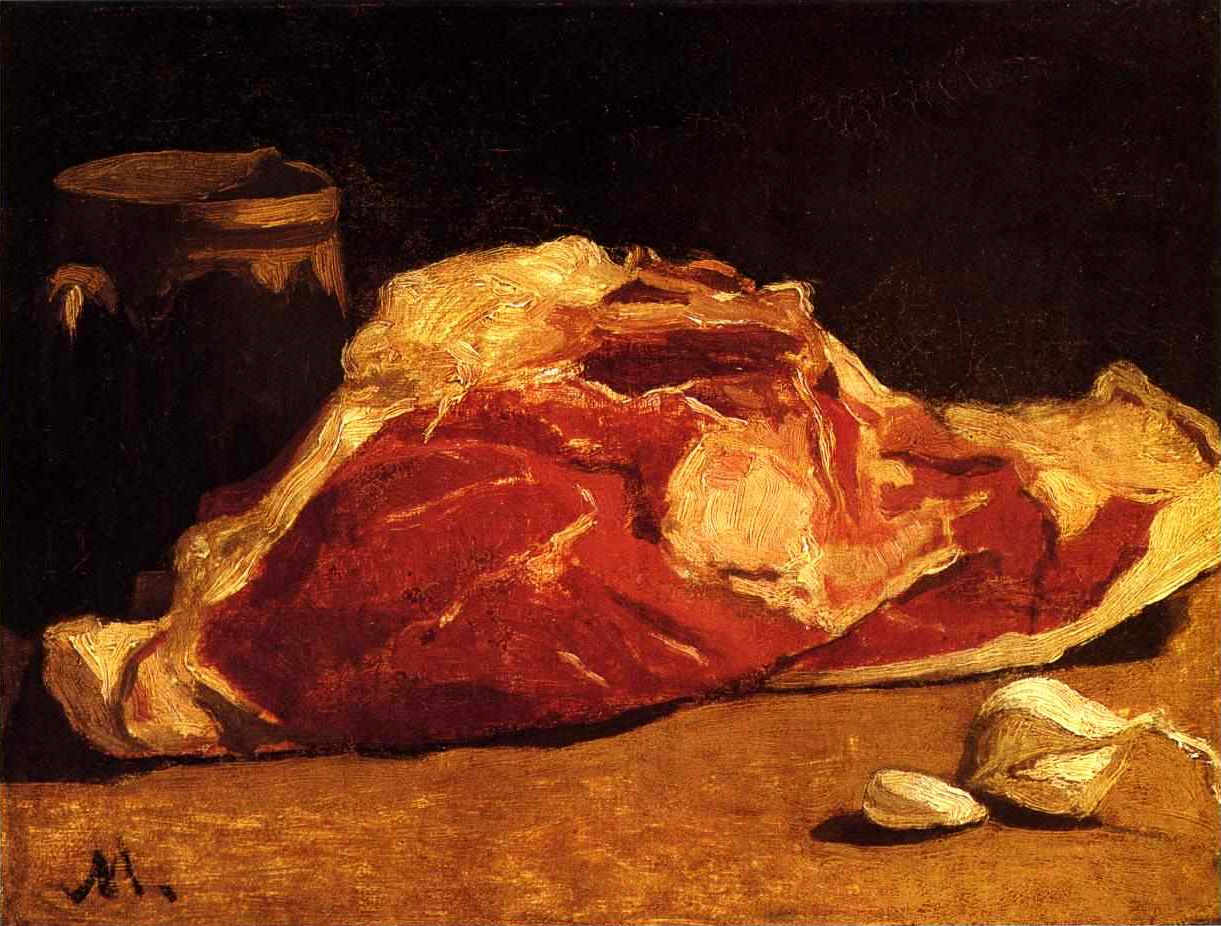
Natură statică, Claude Monet (1864).

Carnea este partea comestibilă din corpul unor mamifere, păsări, pești și nevertebrate. În general carnea este constituită din musculatura scheletului animalelor cu porțiuni de țesut conjunctiv și adipos (gras). În cadrul acestui termen nu sunt incluse organele, părțile cornoase (copite, coarne, pene etc.), țesuturile cartilaginoase și osoase. După normele de igienă sanitar-veterinare carnea trebuie să fie controlată înainte de consum de o persoană calificată. După timpul de intrare în consum carnea poate să fie carne proaspătă sau carne conservată. Conservarea poate fi realizată prin temperatură ridicată (fierbere sau prăjire), sau prin sărare, uscare și afumare. Carnea este diferită și după proveniența sa, după specia de animal din care se obține după sacrificare. Spre deosebire de carnea roșie, carnea albă are avantajul de a fi digerată mult mai ușor, aduce organismului acizi grași nesaturați, ajută la reducerea lipidelor reducând riscul bolilor cardiovasculare și a altor afecțiuni.
În prezent, cea mai cunoscută dietă bogată în carne este dieta Atkins, elaborată în anii 1970 de cardiologul Robert Atkins. În anul 2001, organizația American Heart Association a lansat un anunț public în care dieta Atkins era criticată pentru eliminarea unor surse necesare de substanțe nutritive din alimentație, subliniind că persoanele care urmează această dietă „sunt supuse riscului de a nu obține toate vitaminele și mineralele necesare și totodată riscă să sufere de probleme cardiace, renale, osoase și de anomalii ale ficatului”.
Pe viitor, se estimează că va fi imposibil ca agricultura modernă să livreze necesarul de alimente pentru 10 miliarde de persoane, câți vom fi în câteva decenii. Cel puțin, nu dacă ei vor avea o dietă de tip occidental. Soluția ar fi ca oamenii să treacă la un regim alimentar vegetarian.
În anul 2012, consumul mediu de carne era de 43 kilograme pe an de persoană, față de 34 kilograme în 1992.

## Compoziție chimică
Compoziția chimică a cărnii depinde de animal, țesutul ales, vârsta animalului, regimul alimentar al acestuia, modul de conservare etc.
- conținutul de apă este cu atât mai mare cu cât este mai mic cel de grăsime:[6]
  - bovine: 60-76%, ,
  - porcine: 51-73%
  - ovine: 53-74%
  - găini: 65,5-71%,
  - curcani: 60,0-69%,
  - vânat: 69-74%.
- conținutul de proteine variază în funcție de specie și de starea de îngrășare:
  - păsări: 12-24%;
  - animale mari: 15-21%.
- conținutul de substanțe azotate este 1-1,7% și constă în: aminoacizi, dipeptide (carnozină, anserină), tripeptide (glutation), carnitină, nucleotide, baze purinice (xantină, hipoxantină, acid uric), creatină, fosfocreatină.
- conținutul de lipide:
  - bovine: 3,0-20,0%,
  - porcine: 3,0-34%,
  - ovine: 3,7-26,0%,
  - găini: 6,9-13,7%,
  - rațe: 23-37,0%,
  - iepure de casă: circa 10%.
- conținutul de substanțe extractive neazotate (glicogen, inozitol, glucoză, acid lactic, acid formic, acid malic): 2-3%.
- substanțe minerale (potasiu, fier, fosfor, sulf, sodiu, magneziu, calciu):  0,7-1,5%.
- vitamine (A, B1, B2, B6, C, D, E, PP) în organe ca: ficat, inimă, creier, rinichi, mușchi.

## Țări producătoare de carne, în ordine ierarhică după cantitatea de carne produsă
| Rang | Țară      | Producție (in mii t) | Rang | Țară           | Producție (in mii t) |
| ---- | --------- | -------------------- | ---- | -------------- | -------------------- |
| 1    | China     | 72.640               | 13   | Australia      | 3.751                |
| 2    | USA       | 38.852               | 14   | Polonia        | 3.266                |
| 3    | Brazilia  | 19.919               | 15   | Marea Britanie | 3.212                |
| 4    | Germania  | 6.758                | 16   | Japonia        | 3.006                |
| 5    | Franța    | 6.319                | 17   | Filipine       | 2.405                |
| 6    | India     | 6.032                | 18   | Vietnam        | 2.375                |
| 7    | Spania    | 5.726                | 19   | Olanda         | 2.278                |
| 8    | Rusia     | 5.138                | 20   | Indonezia      | 2.132                |
| 9    | Mexic     | 5.058                | 21   | Danemarca      | 2.121                |
| 10   | Canada    | 4.533                | 22   | Pakistan       | 1.985                |
| 11   | Italia    | 4.153                | 23   | Africa de Sud  | 1.853                |
| 12   | Argentina | 3.951                | 24   | Thailanda      | 1.774                |

Principalele țări din care se importă carne de vită în China sunt Brazilia, Australia, Uruguay, Noua Zeelandă și Argentina. În 2017, aceste cinci țări au furnizat Chinei peste 90% din importurile totale de carne de vită.